# Ur
Ur (Sumersko: Urim, Akadsko: Uru,arabsko أور) je bila pomembna sumerska mestna državica v antični Mezopotamiji. Danes je to moderno mesto Tell el-Mukayyar (arabsko: تل المقي) v Iraku. Ur je bilo tedaj obalno mesto nedaleč od izliva reke Evfrat v Perzijski zaliv, danes pa je precej bolj v notranjosti. Danes se ostanki mesta Ur nahajajo južno od Evfrata, na njegovi desni obali, 16 km od mesta Nasirija (Irak). Samo mesto je poznano po templju ziguratu, ki je bil svetišče boginje lune imenovana Nanna v sumerski mitologiji. Sam zigurat je bil zgrajen iz dveh delov – v spodnjem delu iz opeke povezane z bitumnom, v zgornjem delu s trstiko. Tempelj je bil zgrajen 2100. pr. n. št. v času vladavine Ur-Nammua in je bil visok okoli 20 metrov, površina pa je znašala 1200 x 800 m. Izkopan in delno restavriran je bil leta 1930.
Ur je mesto, kjer je nastala prva pisava (klinopis) in so začetki astronomije in matematike, umetnosti in obrti.

## Zgodovina
Glede na zgodovinske dokaze je bil Ur naseljen že okoli 4300. pr. n. št. (čas preroka -el-‛obēd) in ta čas je tudi začetek kulture v južni Mezopotamiji. Mesto ni bilo ves čas naseljeno. Znano je obdobje po tell el-‛obēd, 6 km severneje od Ura, kjer je prvo nahajališče za ta čas poznane keramike. V tem obdobju, ki traja do 3400. pr. n. št. je bil Ur skozi daljše obdobje uničen zaradi poplav. Do 2600. pr. n. št. se kultura ponovno vzdigne, manjše skupine se povezujejo, ponovno se zgradi mesto, gradijo se irigacijske naprave da bi preprečili poplave v deževnih obdobjih.

## Dinastije iz Ura
| Ime                                                                                        | obdobje vladanja (Kratka kronologija) | obdobje vladanja (posredna kronologija) | Komentar |
| ------------------------------------------------------------------------------------------ | ------------------------------------- | --------------------------------------- | -------- |
| 1. Dinastija                                                                               |                                       |                                         |          |
| okoli 2436 pr.n.št. \| okoli 2.500 pr.n.št \|arheološki nivo Ed IIIb; ni zagotovo datirano |                                       |                                         |          |
| \| \|                                                                                      |                                       |                                         |          |
| okoli 2384 pr.n.št. \|okoli 2450 pr.n.št. \|Lugalanda nivo                                 |                                       |                                         |          |
| \|                                                                                         |                                       |                                         |          |
| \|                                                                                         |                                       |                                         |          |
| \|                                                                                         |                                       |                                         |          |
| \|                                                                                         |                                       |                                         |          |
| 2. Dinastija                                                                               |                                       |                                         |          |
| \|                                                                                         |                                       |                                         |          |
| \|                                                                                         |                                       |                                         |          |
| 3. Dinastija / opis Ep o Gilgamešu                                                         |                                       |                                         |          |
| 2048–2031 pr.n.št.\|2112–2095 pr.n.št.\|                                                   |                                       |                                         |          |
| 2030–1983 pr.n.št.\|2094–2047 pr.n.št.\|                                                   |                                       |                                         |          |
| 1982–1974 pr.n.št.\|2046–2038 pr.n.št.\|znan tudi kot Amar-Sin                             |                                       |                                         |          |
| 1973–1965 pr.n.št.\|2037–2029 pr.n.št.\|                                                   |                                       |                                         |          |
| 1964–1940 pr.n.št.\|2028–2004 pr.n.št.\|                                                   |                                       |                                         |          |
| Nadaljevanje dinastije: 1. Dinastija Isin                                                  |                                       |                                         |          |

Sama lokacija Ura je bila strateško zelo zanimiva. Tukaj je bilo križišče poti proti Sredozemskem morju in Perzijskemu zalivu ter poti ki so vodile v Arabijo. Tedaj so nastale tudi mnoge grobnice, vključno kraljice Pu-abi. Tukaj so prav tako našli artefakte, ki nosijo imena kraljev Mes-kalam-duga in A-kalam-duga. Sčasoma so kralji Ura postali kralji celotne Sumerije.
Leta 2375 pr. n. št. I. dinastija Ura začne sumersko kraljevsko vrsto, ki navaja kralje Mes-ane-pada, A'-anepada, Mes-ki-age-nuna, E-lu-lu in Ba-lu-lu.
Kralji II. dinastije niso bili posebej pomembni.
Ur-Namu, guverner mesta Ur, si je uzurpiral oblast z odstavitvijo Utu-Kegala in postal ustanovitelj najpomembnejše sumerske dinastije - III. dinastije Ura. Imenoval se je »kralj Ura, kralj Sumerije in Akada«, ker je ponovno zedinil teritorij nekdanjega Akadskega kraljestva. Vladal je 18 let, od 2111 do 2094 pr. n. št. in spremenil mesto Ur v prestolnico svoje velike države. Tretja dinastija Ura je vladala samo 100 let, do 2003 in dala pet vladarjev od katerih sta najpomembnejša Ur-Nammu in njegov sin Šulgi, ki je očeta v marsičem presegel. Šulgijevi sinovi Amar-Suena, Šū-Sîn in Ibbī-Sîn so bili nesposobni obdržati tako kraljestvo, zato je počasi razpadlo.
Zanimivo je, da ni zapisov o borbah Ur-Nammua za ponovno zedinjenje cesarstva, zato domnevajo da te niso bile dolgotrajne. Ker ni bil obremenjen z vojnami je svojo pozornost usmeril v vzpostavljanje reda in miru v državi z močno državno administracijo in vojsko, sodstvom na osnovi sprejetega zakonika, omogočil je gospodarski razvoj in pospešeno gradil. Osnovne administrativne enote so bile v glavnem območja nekdanjih mestnih držav v katerih sta kralja zastopali dve osebi: ensi za državljanske in patesi za vojaške zadeve. Ker je bilo kraljestvo mešanica etničnih enot in da bi v kraljestvu vladal mir, je ravnal modro in na najvišja mesta državne uprave določil poleg Sumercev tudi pripadnike drugih etničnih skupin. Znan je njegov kodeks zakonov Kodeks Ur-Nammu, katerega del je bil identificiran leta 1952 v Istanbulu in je eden od najstarejših takih dokumentov. Identificiral ga je sumerolog S. Kramer na pobudo arheologa Krausa. Ta Kodeks je 300 let starejši od Hamurabijevega zakonika in v nekaterih zadevah znatno blažji.
Po Ur-Nammua postane kralj Šulgi, ki vlada 48 let in ki je kraljestvo močno okrepil. Vodil je strogo evidenco o dohodkih in odhodkih. Ni se preveč vojskoval, le toliko kot je bilo potrebno za utrjevanje mej države. Zelo je skrbel za razvoj trgovine. V njegovem času je razslojevanje družbe dobilo jasne, z zakonom določene oblike. O Šulgiju je bilo napisanih trideset himn, ki ga slavijo skoraj kot božanstvo. Njegovo ime je dobil tudi mesec sumerskega koledarja. Ur-Nammu in Šulgi sta bila že za življenja slavljena kot božanstvi. O tem govori ena knjiga iz sumerske pisane književnosti in sicer govori o smrti Ur-Nammua in njegovem potovanju v podzemlje.
Šulgijev naslednik, Amar-Suena je vladal samo 9 let. Za njim pride Šu-Sin in v času njegove vladavine se začne razpad velikega cesarstva. V času Ibbi-Sina pride do končnega razpada, ker je bila notranja stabilnost države, ki je slonela na strogi absolutistični oblasti, močno omajana.
Do uničenja III. dinastije pride pod navalom Amoričanov, še posebej Elamitov, pod katerimi Ur izgubi svojo politično moč, zadrži pa svoj položaj kultnega mesta boga Lune. Poznane so «Žalostinke za Urom», ki ta padec opisujejo.
Mezopotamija se je tedaj razdelila na pet manjših kraljestev: Isin (Išan al-Bahriyat) in Larsa (Tell as-Senkereh) na jugu, Ešnuna (Tell Asmar) in Mari (Tell Hariri) v srednjem delu in Ašur na severu. Vzhodno od Mezopotamije se je najbolj razvil Elam.
Zgodovinski podatki govorijo, da je bil Ur v času največjega razcveta s 65.000 prebivalci največje mesto tedaj poznanega sveta. V 6. st. pr. n. št. se je Ur ponovno vzdignil v dobi vladavine Nebukadnezarja II.. Zadnji kaldejski kralj Nabonid gradi zigurate, toda mesto začne okoli leta 550 pr. n. št. vseeno propadati, okoli leta 500. pr. n. št. pa ni več naseljen. Predpostavljajo, da je bil razlog temu dolgotrajna suša in spremenjen tok rek.

## Družbena ureditev
Sužnjelastniški sistem je imel globoke korenine, saj je bilo suženjsko delo važen del proizvodnje. Sužnji, namra, so bili v lasti države ali templjev,  do njih pa so prišli kot vojni ujetniki. Najpogosteje so jih uporabljali za velike gradbene projekte, zemeljska in poljedelska dela, pa tudi kot vojke v oddaljenih delih kraljestva. Sužnji so lahko postali tudi siromašni kmetje in so se imenovali geme. Ti so bili sluge v privatnem lastništvu.
Razslojevanje prebivalstva je bilo še mnogo očitnejše. Ob plemstvu in svečenikih se je razvil srednji sloj uradnikov, trgovcev in obrtnikov.

## Gradbeni in umetniški spomeniki III. dinastije Ura
Tretja dinastija Ura, predvsem Ur-Nammu in Šulgi sta razvijala umetnost in gradbeništvo, ki je bilo v službi kralja in za verske potrebe. Kipi vladarja so bili postavljeni v mnogim mestih, kipi bogov pa v templjih. Krasili so palače, templje, hiše bogatega srednjega sloja, izdelovali so dragocene vaze, posode iz poldragih kamnov in plemenitih kovin, nakit in cilindrične pečate. Enostavno so prišli do zlata, srebra, kosti, dragega kamenja, umetniška obrt je imela že tradicijo. Ur-Nammu je dal zgraditi mnogo templjev, posebej je postal znan po ziguratih - stopničastih zgradbah, ki jih je dal postaviti v mnogih mestih. Najbolj znani so v Uru, Uruku, Eriduu, Larsi in Nipuru. Te zgradbe so videti lahkotno, ker so vse linije skladne, fasade obdelane z vertikalnimi nišami na tradicionalen sumerski način, še posebej pa zato, ker so vse linije blago zavite. Veščino gradnje z entazo, v antični arhitekturi neznatno konveksno izbočenje srednjega dela nosilnega stebra, so sumerski arhitekti uporabili 16 stoletij pred slavnimi grškimi graditelji Akropole. Orientacija ziguratov je enaka kot templjev - vogali so orientirani glede na 4 strani neba.

## Biblijski Ur
Mesto Ur, tu razumemo Kaldejski Ur, je bil rojstni kraj Abrahamovega očeta Teraha, v katerem se je Abraham poročil s Saro in se skupaj z očetom izselil v Haran. Od tam se je Abraham po Božjem naročilu preselil v Kanaan, kasnejšo Palestino. Abrahama imajo danes za očeta treh religij - krščanstva, judovstva in islama.

## Arheologija
Sredi 17. st. je Ur obiskal Pietro Della Valle, ki je zaznal prisotnost starih opek zaznamovanih z neobičajnimi simboli, povezane med seboj z bitumnom, in tudi neoznačene dele črnega marmorja.
Ostanke Ura sta prva raziskala angleška arheologa Loftus in Taylor leta 1854. Kasnejše ekspedicije je vodil Campbell Thompson leta 1918 in Hall v letih 1918/19. Do sistematičnih raziskovanj ruševin je prišlo leta 1922, ko so moči združili Pensilvanska univerza - Univerzitetni muzej in Britanski muzej in to pod vodstvom Leonarda Woolleya. Ekspedicija je po 12 uspešnih posegih na lokaciji delo končala leta 1934.
Samo mesto je ovalne oblike. Na severnem delu in v sredini zahodnega dela se nahajajo ostanki pristanišča za rečni promet. Srednja tretjina severne polovice lokacije jet sveto področje mesta, ki ga je ekspedicija zelo detajlno proučila. Tukaj so z izkopavanjem odkrili privatne kiše iz dobe Isin-Larsa (20/19 st. pr. n. št.). Podobno področje privatnih hiš so odkrili med severnim vogalom svetega področja in zahodnim pristaniščem. Tipična hiša je imela 2 nadstropji. Glavno preddverje je bilo obkroženo s sobami, stopnice v vogalu so vodile v zgornje nadstropje, kjer so bile sobe odprte proti balkonu, ki je gledal na preddverje. Balkon je bil podprt z lesenimi stebri. Strehe so bile ravne. Ulice so bile ozke, ponekod so med hišami našli manjši tempelj.
Svetišče mesta Ur je pravokotne oblike. V njegovem severozahodnem delu se nahaja glavni tempelj E-temen-ni-guru, posvečen božanstvu Lune, boginji Nanni. To je istočasno tudi največji ohranjeni zigurat. V tempelj se pride skozi velika vrata s stolpi na severovzhodu, ki vodijo v veliko pravokotno preddverje obkroženo z mnogimi prostori za razne namene. Pri izkopavanju so našli mnogo prestolov, ki so verjetno služila raznim bogovom, ki so se družili z Nanno. Nasproti preddverja so vodile stopnice na večje notranje, pravokotno preddverje na višjem nivoju, kjer je v centru stal tempeljski stolp ali zigurat. 
V 22/21 st. pr. n. št. je bila zgrajena velika stopničasta piramida s tremi velikimi stopnjami, katerih preddverje je bilo iz blatnih opek, zunanja stran pa je bila obložena z neke vrste fasadno opeko. Velike, monumentalne stopnice na vzhodni strani so vodile na prvi plato, z leve in desne strani teh glavnih pa so se vzpenjale bočne, ki so se na vrhu spojile z glavnimi v vhodni prostor. Na drugi in tretji plato so vodile manjše stopnice. Na tretjem platoju se je nahajalo svetišče božanstva Lune. V tem kompleksu so arheologi našli skladišče znano pod imenom G-nin-mah, ki so ga uporabljali za čuvanje volne in drugih dobrin, in ki je v imelo v centru dvojno celico, verjetno za Nanni in spremljevalca Ningala. Ningalu je bil posvečen tudi veliki tempeljski kompleks v jugovzhodnem delu zigurata. V jugozahodnem delu zigurata je bila tempeljska kuhinja z ognjiščem, na severozahodu pa so se nahajali prostori entu-princese - dekleta kraljevskega porekla izbrane za nevesto boga Lune v letnem poročnem ritualu. Najdeni so tudi ostanki palače kralja Šulgija iz III. dinastije Ura in veličasten mavzolej kraljev III. dinastije. Vsebina mavzoleja je vsebovala vse potrebno za posmrtno življenje kraljev.
Mavzolej kraljev III. dinastije je zadnja grobnica kraljevskega pokopališča najdena na tej lokaciji, ki datira v čas okoli 2600. pr. n. št. To pokopališče je bilo pazljivo in strokovno raziskano, pridobili so mnogo predmetov, ki so osvetlili stare sumerske obredne običaje in verovanja. Kraljice in krali Ura so bili pokopani skupaj s svojimi dvorjani in služabniki. Glede na položaj njihovih teles in obleke, glasbeniki s svojimi inštrumenti menijo, da so šli dobrovoljno v smrt, da bi spremljali svojega vladarja v posmrtno življenje. Ta običaj je potrjen tudi z literarnimi besedili. Kasnejše špekulacije govore, da ne gre za kralje in kraljice,  temveč za prisotne pri ritualu plodnosti, ki so jih na koncu rituala ubili. Vendar na nekaterih grobnicah izrecno piše kralj ali kraljica in je to še literarno potrjeno, kar odklanja vsako sumnjo o tem kdo je zares tam ležal.
V Uruku je bil odkrit še en tempelj; Ur-Nammu je tukaj preko starega središča zigurata in platforme v obliki črke L dal zgraditi velik zigurat E-Ana, posvečen boginji Inani. Zaradi poškodovanja so ta zigurat kasneje dograjevali in obnavljali.
Ur Kaldejski je danes muzej na prostem.